# Epipeltephilus
L'epipeltefilo (gen. Epipeltephilus) è un mammifero cingolato estinto, appartenente ai peltefilidi. Visse nel Miocene medio - superiore (circa 11 - 10 milioni di anni fa) e i suoi resti fossili sono stati ritrovati in Sudamerica.

## Descrizione
Questo animale assomigliava a un odierno armadillo, ma era dotato di una caratteristica insolita: sul cranio erano presenti due corna nella zona antistante gli occhi. Le corna erano robuste e corte, dalla punta leggermente smussata. Epipeltephilus era molto simile al ben noto Peltephilus, anch'esso dotato di corna, ma si distingueva da questo genere per la taglia maggiore (le specie più grandi avevano un cranio che poteva raggiungere i 22 centimetri, e l'animale intero era lungo circa 1,5 metri) e per alcune caratteristiche: Epipeltephilus era dotato di un cranio basso e largo, con una cresta sagittale prominente; i denti, anche se molto simili a quelli di Peltephilus nella forma generale e nei margini taglienti, erano meno inclinati e più dritti, dalla sezione ellittica e non triangolare.

## Classificazione
Epipeltephilus venne descritto per la prima volta nel 1904 da Florentino Ameghino, sulla base di resti fossili ritrovati in terreni della fine del Miocene medio in Argentina. La specie tipo è Epipeltephilus recurvus, ma a questo genere sono state attribuite altre specie, come E. kanti dell'Argentina ed E. caraguensis del Cile.
Epipeltephilus è una delle forme più specializzate (e una delle ultime ad apparire) dei peltefilidi, o armadilli cornuti, un gruppo di mammiferi cingolati che si svilupparono nel corso della metà del Cenozoico e che andarono incontro a una discreta radiazione evolutiva prima di estinguersi nel corso del Miocene.

## Paleobiologia
Come gli altri peltefilidi e molti armadilli attuali, Epipeltephilus doveva essere un animale onnivoro, che si nutriva di piante, insetti e altri piccoli animali.